# Ringstorp, Örebro

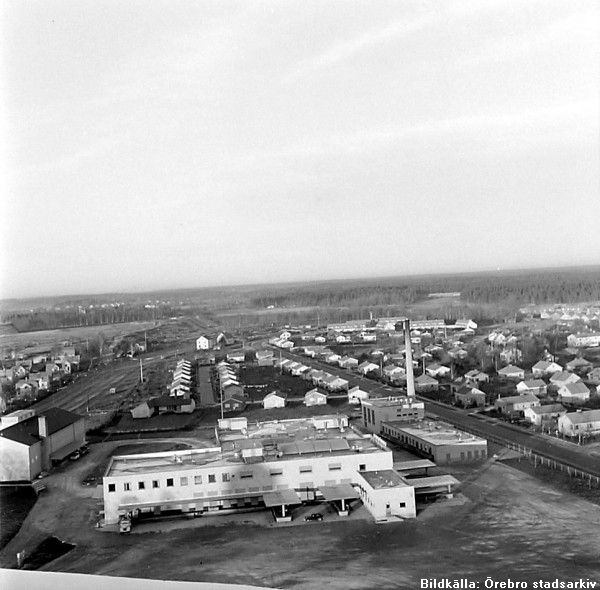
Ringstorp år 1957 med mejeriet i förgrunden. Hagaby skymtar till vänster. Bilden är tagen från Svampen.

Ringstorp är en stadsdel i Örebro, belägen norr om Norrby och öster om Hagaby. Norra delen av Ringstorp kallas Henningsholm. Före 1937 tillhörde området Längbro landskommun.
Namnet Ringstorp kommer av den gamla gård som låg vid nuvarande Ringstorpsvägen 16. Gården tjänade länge som förskola, men revs år 1989 för att ge plats för ny bebyggelse 
Ringstorp består nästan enbart av enfamiljshus. Området byggdes till största delen under 1940- och 50-talen.